# رابرت اسپیرز (دوچرخه‌سوار)
رابرت اسپیرز (انگلیسی: Robert Spears؛ ۸ اوت ۱۸۹۳ – ۵ ژوئیه ۱۹۵۰ (aged 56)) ورزشکار دوچرخه‌سواری پیست اهل استرالیا بود.
وی در مسابقات کشوری و بین‌المللی در مجموع برندهٔ ۱ مدال طلا، ۲ مدال نقره شده‌است.